# C/2009 U12
C/2009 U12 – kometa jednopojawieniowa odkryta na zdjęciach SOHO przez Michała Kusiaka. Została odkryta 25 października 2009 roku. Należy do grupy komet Kreutza.